# Agrilus zhongdian
Agrilus zhongdian é uma espécie de inseto do género Agrilus, família Buprestidae, ordem Coleoptera.
Foi descrita cientificamente por Jendek in Jendek & Grebennikov, 2009.